# Федеральное агентство геодезии и картографии
Федеральное агентство геодезии и картографии (Роскартография) — федеральный орган исполнительной власти, осуществлявший специальные исполнительные, контрольные, разрешительные и надзорные функции при производстве геодезических, астрономо-геодезических, гравиметрических, топографических, топографо-геодезических в составе маркшейдерских работ и инженерных изысканий, аэрокосмосъёмочных, картографических, картоиздательских и кадастровых работ, создании цифровых, электронных карт и геоинформационных систем.

## История
Образовано как Высшее геодезическое управление (ВГУ) 15 марта 1919 года. С 15 июня 1935 года — Главное управление государственной съёмки и картографии НКВД СССР. Постановлением Совета народных комиссаров СССР № 1196 от 23 сентября 1938 года выделено из НКВД и преобразовано в Главное управление геодезии и картографии при СНК СССР. 10 мая 1967 года преобразовано в Главное управление геодезии и картографии при Совете министров СССР (ГУГК при СМ СССР).
Управление активно занималось составлением и изданием разнообразных картографических произведений не только по СССР, но и по многим другим странам мира, по материкам, океанам, географическим областям мира, и наравне с советскими издательствами ему был присвоен код Госкомиздата СССР — 071. В ведении ведомства находилось также создание и развитие на территории страны геодезических сетей и объединяющей их Государственной геодезической сетью.
20 апреля 1991 было учреждено Главное управление геодезии и картографии при Совете министров РСФСР (Главкартография РСФСР). 30 сентября 1992 года образована Федеральная служба геодезии и картографии России (Роскартография).
В соответствии с федеральным законом «О наименованиях географических объектов» №152-ФЗ от 18 декабря 1997 года участвует в работах по созданию Государственного каталога географических названий «в целях обеспечения единообразного и устойчивого употребления в Российской Федерации наименований географических объектов и сохранения указанных наименований».
Указом Президента РФ от 12.05.2008 №724 и Постановлением Правительства РФ от 05.06.2008 N 431 передана в ведение Министерства экономического развития и торговли РФ (с мая 2008 — Министерство экономического развития).
Указом Президента РФ от 31.12.2008 упразднено с 1 марта 2009 года; функции переданы Федеральной службе государственной регистрации, кадастра и картографии (реорганизованной Росрегистрации).

## Руководство
- Васильев, Михаил Викторович (22 октября 1923 — 1 марта 1926)
- Калинин, Николай Фёдорович (1 марта 1926 — 5 октября 1930, с 15 июля 1925 — и. о.)
- Горянов-Горный, Анатолий Георгиевич (20 июня 1935 — 13 февраля 1937) (репрессирован)
- Тиунов, Виктор Фотиевич (13 февраля 1937 — 1 августа 1937)
- Никитин, Михаил Викторович (1 августа 1938 — 5 февраля 1939, с сентября 1938 — и. о.)
- Баранов, Александр Никифорович (5 февраля 1939 — 15 июня 1967)
- Кутузов, Илья Андреевич (15 июня 1967 — 12 апреля 1986)
- Ященко, Виктор Романович (12 апреля 1986 — 7 января 1992)[3]
- Жданов, Николай Дмитриевич (июнь 1991 — 5 (3?) ноября 1998)[3]
- Дражнюк, Александр Александрович (7 (12?) октября 1998 — 1 ноября 2002)
- Бородко, Александр Викторович (5 марта 2003 — 14 декабря 2009)